# Pierre-Antoine Labouchère
Pour les articles homonymes, voir Labouchère.
Pierre-Antoine Labouchère, né le 26 novembre 1807 à Nantes et mort le 28 mars 1873 à Paris, est un peintre, aquarelliste, lithographe, marchand d'art et collectionneur d'art français.
Il est notamment connu pour ses peintures sur le thème de l'histoire de la réforme protestante.

## Biographie
Pierre-Antoine Labouchère fait partie d'une famille huguenote ayant émigré en Hollande au début du XVIIIe siècle et dont une partie s'est liée à la banque Hope & Co, d’Amsterdam. Son père, Antoine-Marie Labouchère (1775-1829) est un armateur de Nantes, un temps consul de la ville, et destine son fils à une carrière de négoce.
À vingt ans, Pierre-Antoine est envoyé par le bureau londonien de cette banque aux États-Unis, puis il en devient associé principal. En 1832, il se rend en Chine comme subrécargue sur un navire de Nantes appartenant à son frère, Jean-Charles (1805-1886).
Après un stage de banquier chez Hope, il décide en 1836 de se consacrer à la peinture et effectue un séjour d'études d'un an en Italie, puis se forme auprès de Paul Delaroche. Il effectue de nombreux voyages en Angleterre, en Allemagne et en Afrique, puisant les sujets de plusieurs tableaux dans ces pays. Fidèle à la foi protestante, il axe son œuvre sur le témoignage de l'histoire de la Réforme, et en particulier de Luther.
En mai 1839, il épouse Nathalie Mallet (1813-1884), fille d’Émilie Oberkampf, pionnière de l'école maternelle en France, liée elle aussi à une famille de banquiers et d'industriels. Ils auront deux enfants, Alfred (1840-1875) et Jeanne-Émilie (1842-1901). Ils ne se fixent à Paris, qu'à partir de 1850.
Il collectionne les livres et les autographes. L'année précédant sa mort, survenue en 1873, il lègue l'intégralité de ses livres à la Société de l'histoire du protestantisme français, dont il était un membre actif, et partage sa collection d'autographes, entre cette société et la bibliothèque municipale de Nantes. Il offre aussi sa collection de monnaies à la Ville de Nantes, qui a donné son nom à l'une de ses rues.
Pierre-Antoine Labouchère meurt le 28 mars 1873 à Paris, où il est enterré au cimetière du Père-Lachaise (39e division),.

## Fonds Labouchère[9]
C'est dans ce dernier legs que seront tardivement retrouvés, parmi des milliers d'éléments  un fragment de partition attribué à Mozart en 2007 et un fragment de manuscrit attribué à Léonard de Vinci en 2010,.
Le Fonds Labouchère, inventorié en 2008, conserve aussi :
- une lettre en date du 3 mai 1783, où Mozart écrit à son père Léopold, depuis Vienne (Autriche) ;
- une note autographe de Beethoven ;
- une lettre d'Hector Berlioz ;
- un fragment de la symphonie en mi-bémol de Joseph Haydn ;
- une partition signée Rossini ;
- une lettre de Gluck ;
- une partition signée Jan Ladislav Dussek ;
- des autographes de célébrités, comme ceux de Chateaubriand ou de Madame de Sévigné.

## La partition attribuée à Mozart
La pièce retrouvée de Mozart était déjà connue et répertoriée. Elle comporte une annotation, effectuée en août 1839, par un expert en musicologie, Aloys Fuchs (de). La partition a été authentifiée en 2008 par le chercheur allemand Ulrich Leisinger, qui par analogie avec d'autres manuscrits conservés à la Fondation internationale Mozarteum de Salzbourg, a indiqué : « cela confirme son authenticité mais nous pouvons affirmer qu'elle a incontestablement été écrite en 1787 et 1791 ». Selon, Ulrich Leisinger, la partition n'est pas complète car il lui manque trois portées
.

## Le fragment de manuscrit attribué à Léonard de Vinci
Le fragment de manuscrit attribué à Léonard de Vinci, redécouvert après plus de 130 ans d'anonymat, a été identifié et certifié par l'historien et léonardiste italien Carlo Pedretti. Selon l'expert international, l'existence du manuscrit a été révélée, la première fois, en 1957,, par Renzo Cianchi, (1901-1985), ancien conservateur de la Bibliothèque Léonardienne (it) à Vinci, qui l'avait identifié comme issu du Codex Atlanticus,. Il s'agit de « notes sur l'air et le vent, en rapport avec une étude sur le vol des oiseaux », ajoute-t-il, et « il date d'environ 1504 », soit au moment où il peignait La Joconde.
Le manuscrit nantais est un fragment, mais selon Carlo Pedretti, « on connaît la page originale grâce à une photographie de 1872 ». On en a retrouvé deux fragments : un de la collection Govi (it), l'autre est celui de Nantes. Le troisième, c'est-à-dire le coin en bas à gauche, a disparu
.

Œuvres de ou d'après Pierre-Antoine Labouchère
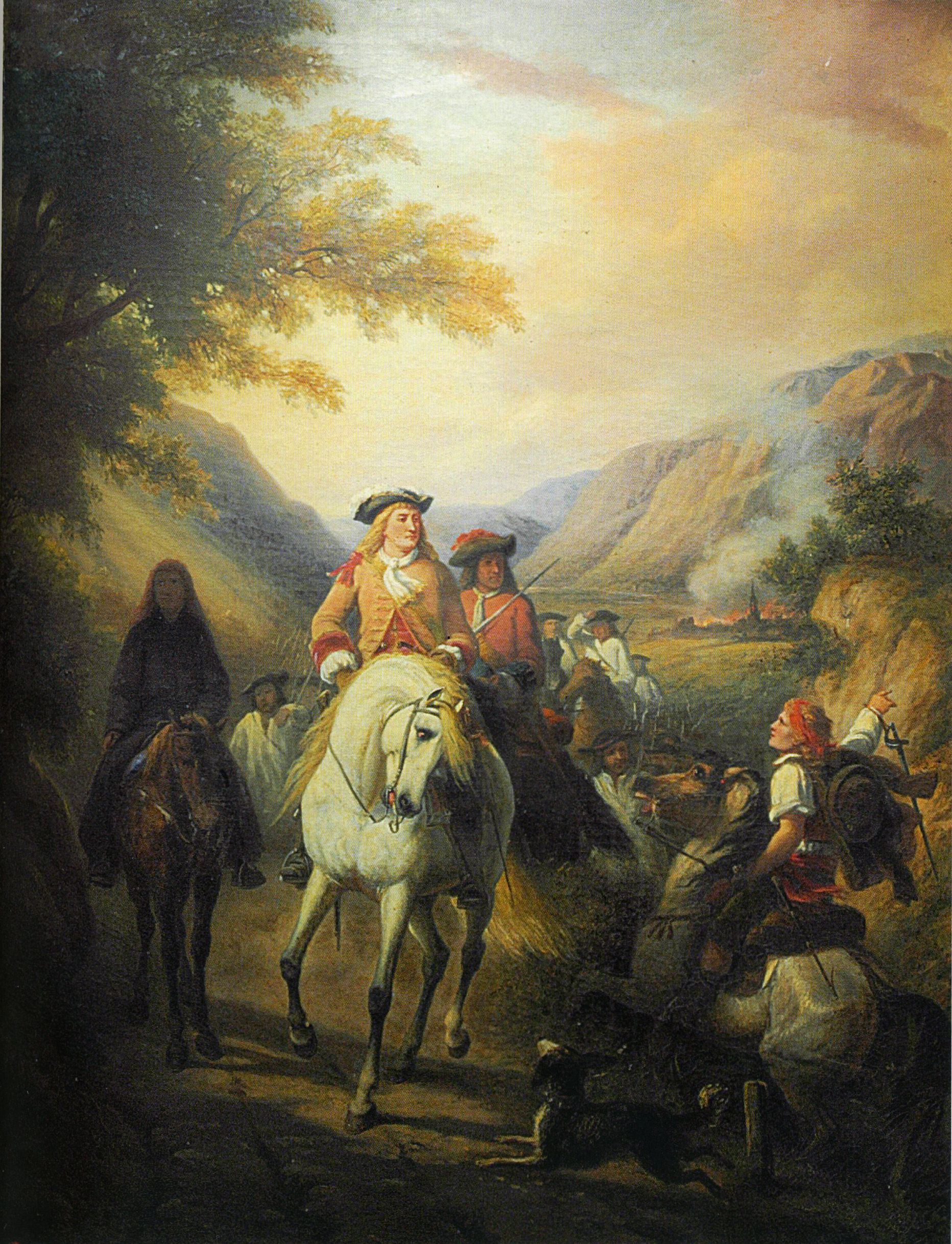
Jean Cavalier, chef camisard (1864), Mialet, musée du Désert.
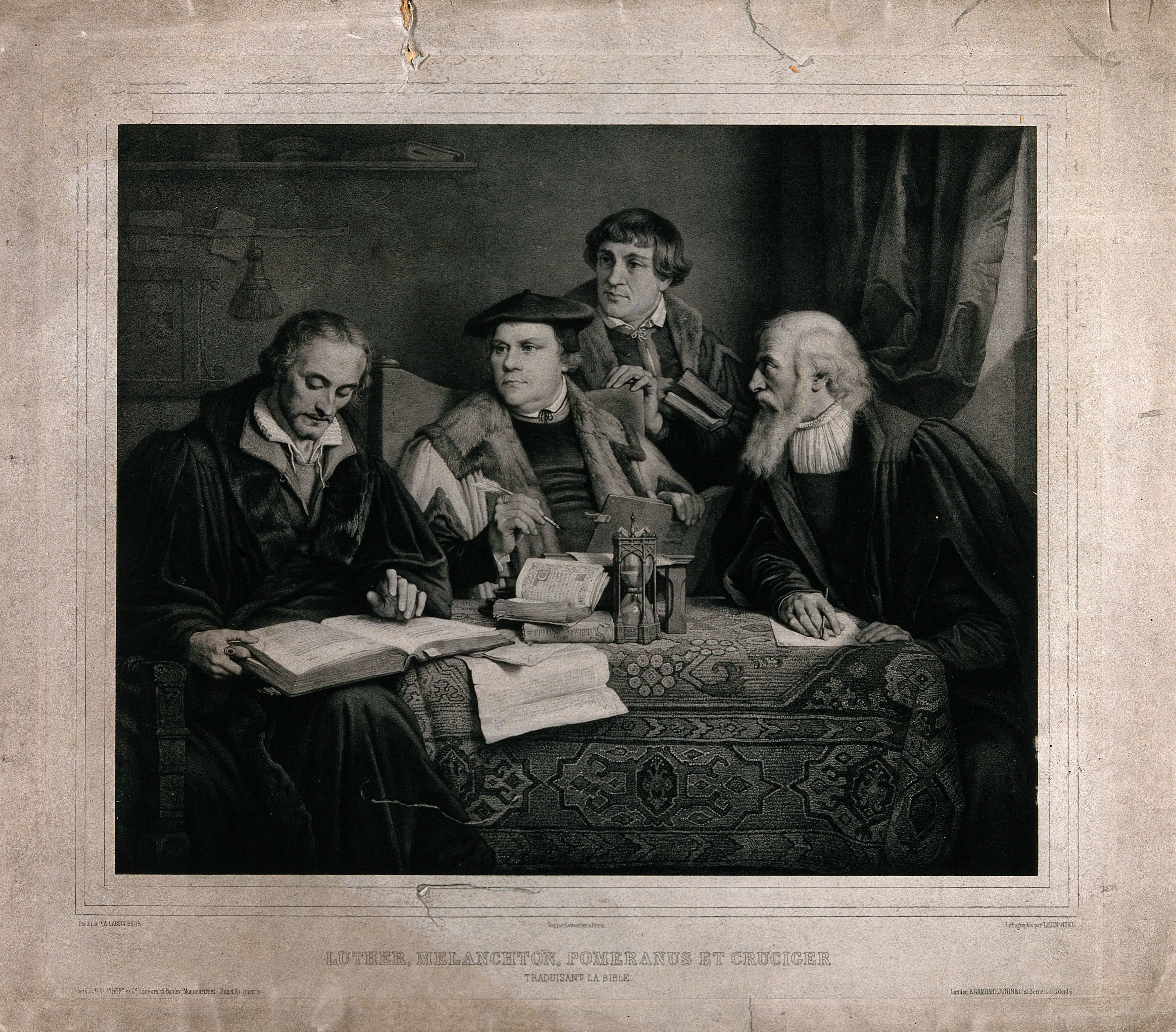
Martin Luther, Philippe Mélanchthon, Pomeranus et Cruciger traduisant la Bible (vers 1860), lithographie d'Alphonse-Léon Noël d'après Labouchère, Londres, bibliothèque de la fondation Wellcome.
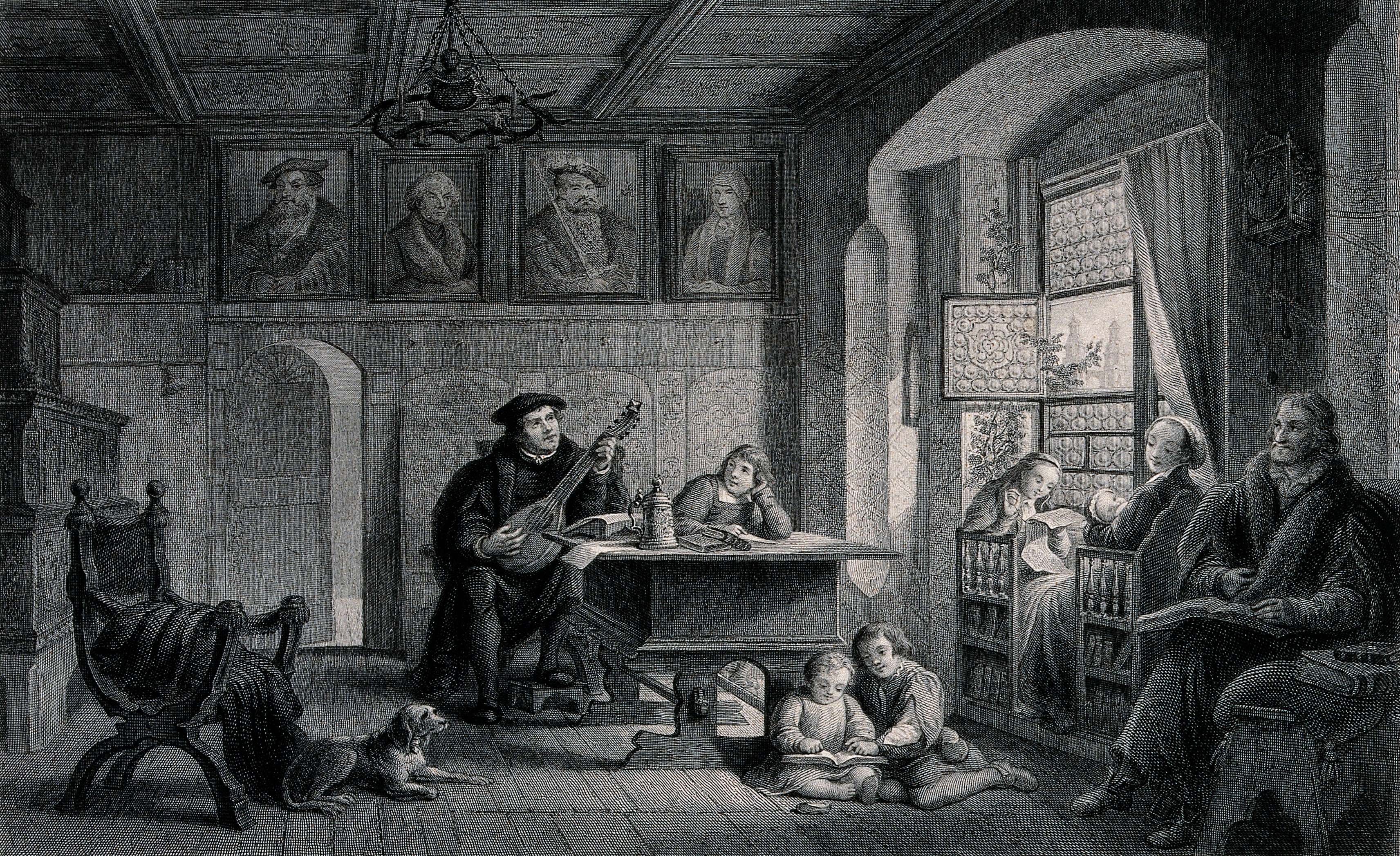
Une scène familiale paisible, lisant et jouant de la musique, gravure par Jean-Denis Nargeot d'après Labouchère, Londres, bibliothèque de la fondation Wellcome.

## Collections publiques
- Chantilly, musée Condé : Le Duc d'Aumale dans les bois d'oliviers, 1843, huile sur toile[20], médaille de 3e classe au Salon de 1843.
- Mialet, (Gard), musée du Désert :
  - Jean Cavalier, chef camisard ;
  - Luther devant la Diète de Worms (1521) ;
  - L’Électeur de Saxe et sa femme en prière auprès de leur enfant.
- Saint-Germain-en-Laye, temple protestant de Saint-Germain-en-Laye : Jeanne d’Albret présentant son fils Henri, à l’armée protestante[note 5].
- Versailles, château de Versailles : Adhémar de Monteil, évêque du Puy, annonçant à Poitiers la nomination de Raymond IV de Saint-Gilles, 1847, huile sur toile, 71 × 80 cm[21].

## Illustrations
- Jean-Henri Merle d'Aubigné, La vie de Luther, 1862.

## Salons
Entre 1843 et 1870, Pierre-Antoine Labouchère expose presque chaque année au Salon de Paris.
- 1846 : Luther, Melanchthon, Poméranus et Cruciger traduisant la Bible, médaille de 2e classe.